# Jilino, Șumen
Jilino (în bulgară Жилино) este un sat în comuna Novi Pazar, regiunea Șumen,  Bulgaria. 

## Demografie
Componența etnică a satului Jilino
     Turci (15,28%)
     Bulgari (23,56%)
     Romi (59,87%)
     Nicio identificare (1,27%)
La recensământul din 2011, populația satului Jilino era de 157 locuitori. Din punct de vedere etnic, majoritatea locuitorilor (59,87%) erau romi, existând și minorități de bulgari (23,56%) și turci (15,28%). Pentru 1,27% din locuitori nu este cunoscută apartenența etnică.